# Michel Cabaret
Michel Cabaret, né le 6 novembre 1960 à Nogent-le -Rotrou (Eure-et Loir), est un biologiste français qui consacré sa carrière professionnelle à promouvoir la culture scientifique, technique et industrielle. Il est le fils de Solange Campagne et Denis Cabaret, agriculteurs à Yèvres (28). Ancien chercheur, il a travaillé dans le domaine de la biologie des sols et a participé aux projets de sauvegarde du Val-Sans-Retour en forêt de Brocéliande.
Après l’avoir créé, il dirige le centre de culture scientifique l’Espace des sciences de Rennes et de Morlaix.
Il a été chercheur à l’Université Laval à Québec, puis expert associé UNESCO à l’école vétérinaire de Dakar. Ensuite il a intégré le Centre de culture scientifique, technique et industrielle (CCSTI), devenu (1997) l’Espace des sciences qu’il a fondé. Installé durant 20 ans dans un centre commercial, il rejoint en 2006 les Champs Libres à Rennes, aux côtés de la bibliothèque et du musée de Bretagne. En 2024, l’Espace des sciences s’est enrichi d’un nouvel établissement à Morlaix dans la Manufacture des tabacs. Michel Cabaret dirige ainsi le plus grand centre de culture scientifique de l’ouest de la France et l’un des rares en Europe à réunir sciences et industrie. Homme de transmissions, il est directeur du magazine Sciences Ouest, animateur du Pôle Bretagne culture scientifique et chroniqueur scientifique pour Ici Armorique et  Ouest France
Il est élu membre de l’Académie des technologies en 2024, dont la devise est : « Pour un progrès raisonné, choisi et partagé », ce qui explicite bien sa vocation et son ambition de médiateur entre la science et la société civile.

## Biographie
Michel Cabaret, passionné par les sciences naturelles, fait ses études au Lycée agricole Henri Queuille de Neuvic d’Ussel (Corrèze) puis à l’Université de Rennes, il est titulaire d’un Diplôme d’Études Approfondies en biologie et éco-éthologie (1983). Il étudie le rôle des vers de terre et des insectes coprophages dans la dégradation de la matière organique, sous la direction du professeur Paul Tréhen, directeur de la station biologique de Paimpont (Ille-et-Vilaine). Lors de travaux de cartographie du sol et de la végétation, il découvre un site archéologique qu’il dénommera « le coffre mégalithique de la Guette en Paimpont ». C’est une sépulture individuelle datée de 2000 ans avant J.-C. (Âge de Bronze). Il contribue également aux projets de protection et d’aménagement de la forêt de Brocéliande.
En 1987, il est recruté comme journaliste scientifique, chargé de la revue Sciences Ouest au Centre de culture scientifique, technique et industrielle (CCSTI). Dès 1988, l’association lui confie la direction du centre qui deviendra l’Espace des sciences.
Il est également directeur de publication de la revue mensuelle Sciences Ouest et d’une collection de livres de vulgarisation pour les enfants et pour les adultes (publiés chez Apogée).